# If I Was
If I Was (Wenn ich wäre) ist ein Synthiepop/New-Wave-Song des schottischen Musikers Midge Ure, der am 2. September 1985 bei Chrysalis Records erschien. Im Oktober 1985 erschien er auch auf seinem Album The Gift. Sowohl in England als auch in Irland wurde er zum Nummer-eins-Hit. In Deutschland erreichte er Platz zwei der Charts.

## Text und Musik
In dem Synthie-Pop-Song macht der Protagonist der – offenbar von ihm getrennten – geliebten Person Zusicherungen, was er für sie tun würde, wenn er verschiedene Berufe hätte, die ihm bestimmte Fähigkeiten verliehen (Seemann, Soldat, Dichter, Maler, Anführer). In der ruhigeren Bridge fordert er sie auf, zu ihm zurückzukehren.

## Entstehung
If I Was wurde von Midge Ure gemeinsam mit Danny Mitchell von seiner Tour-Support-Band The Messengers geschrieben. In den Liner Notes auf der 2001 erschienenen und nach dem Song benannten Kompilation If I Was: The Very Best of Midge Ure & Ultravox schrieb Ure:

„This song is pure Danny Mitchell. Ich habe eine Demoaufnahme davon auf einer Kassette gefunden, die Danny mir für seine Band The Messengers geschickt hatte. Ich habe ihn [den Song] mit beiden Händen gepackt, damit herumgespielt, ihn mit Feenstaub besprüht, und der Rest ist Geschichte.“

## Veröffentlichung und Rezeption
Der Song wurde am 2. September 1985 als Single veröffentlicht. Das Instrumental Piano erschien auf der B-Seite der 7"- und 12"-Singles. Die 12"-Single mit dem Extended Mix enthielt zusätzlich ein Cover von David Bowies The Man Who Sold the World. Eine frühere Version dieses Tracks war ursprünglich auf dem Film-Soundtrack des britischen Comedyfilms Party Party (1983) veröffentlicht worden. Beide Songs erschienen später auch als Bonustracks zur CD-Neuauflage von The Gift im Jahr 1996.
Der Song erreichte hohe Chartpositionen in vielen europäischen Ländern, so Deutschland (Platz zwei), in der Schweiz (Platz 16) und in Österreich (Platz sechs), aber auch im flämischen Teil Belgiens (Platz neun) und in den Niederlanden (Platz zwölf). Im Vereinigten Königreich und in Irland schaffte er es auf die Spitzenposition, in Neuseeland auf Platz acht der dortigen Charts.

## Musikvideo
Im Musikvideo ist unter anderem Ures Gesichtsform in einer Nagelbrett-Animation zu sehen, die am Ende zerstört wird. Ure singt den Song in weißer Kleidung vor einem schwarzen Hintergrund, teilweise spielt er eine E-Gitarre.